# William Kirby
|  | Per a altres significats, vegeu «William Kirby (entomòleg)». |

William ("Bill") Ashley Kirby (12 de setembre de 1975 a Perth, Austràlia) és un nedador de primer nivell internacional durant la dècada dels 90 i principis del segle xxi especialitzat en estil lliure i papallona. Aconseguí una medalla d'or en els Jocs Olímpics de Sydney 2000 en la prova de relleus lliures 4x200 m estil .
Kirby debutà internacionalment l'any 1993 en els Campionats de Natació Pan Pacific. Competí l'any 1994 en els Jocs de la Commonwealth celebrats a Victòria, Canadà, i en el Campionat Mundial de Natació celebrat a Roma com a especialista en papallona. Després de no assolir la selecció per a disputar els Jocs Olímpics d'Atlanta 1996 a causa d'una mononucleosi infecciosa considerà la possibilitat d'abandonar la natació.
Kirby retornà a la competició en el Campionat Mundial de Natació en Piscina Curta de 1997 celebrat a Göteborg, Suècia. Després de perdre's el Campionat Mundial de Natació de 1998, aconseguí la qualificació per a participar en els Jocs de la Commonwealth de 1998, disputats a Kuala Lumpur, Malàisia, on aconseguí la medalla de plata en els 200 m papallona.
En el Campionat de Natació Pan Pacific de 1999, Kirby formà part del relleu australià dels 4x200 m estil lliure al costat de Michael Klim, Ian Thorpe i Grant Hackett, enduent-se l'or i batent el rècord del món amb una marca de 7'08"79 min. Durant les proves de classificació per a Sydney 2000 l'equip australià rebaixà de nou aquest registre (7'07"05 min).
Kirby tornaria a batre el seu propi rècord mundial formant part del relleu australià en el Campionat Mundial de Natació del 2001 disputat a Fukuoka, Japó al costat de Klim, Hackett i Thorpe (7'04"66 min). Aquest registre no seria superat fins a l'any 2007 per l'equip dels Estats Units en el Campionat Mundial disputat a Melbourne, Austràlia, fixant-lo en 7'03"24 min).
Després d'anunciar la retirada Kirby es dedicà a la docència, precisament en el centre on ell havia estat educat.